# Temporada de furacões no oceano Atlântico de 1994
A temporada de furacões no Atlântico de 1994 foi um evento no ciclo anual de formação de ciclones tropicais. A temporada começou em 1 de junho e terminou em 30 de novembro de 1994. Estas datas delimitam convencionalmente o período de cada ano quando a maioria dos ciclones tropicais tende a se formar na bacia do Atlântico.
A atividade da temporada de furacões no Atlântico de 1994 ficou abaixo da média, com um total de 7 tempestades dotadas de nome e três furacões, sendo que nenhum destes atingiram a intensidade igual ou superior a um furacão de categoria 3 na escala de furacões de Saffir-Simpson.
A temporada começou efetivamente em 30 de junho com a formação da tempestade tropical Alberto. No entanto, a atividade ciclônica da temporada foi mínima, e a maior parte das tempestades tropicais e furacões não causaram efeitos significativos, exceto o furacão Gordon, que causou mais de 1.000 fatalidades no Haiti em novembro.

## Nomes das tempestades
Os nomes seguintes foram usados para dar nomes a tempestades que se formaram em 1994 no oceano Atlântico. Esta é a mesma lista usada na temporada de 1988, exceto por Gilbert e Joan, que foram substituídos por Gordon e Joyce.
| - Alberto - Beryl - Chris - Debby - Ernesto - Florence - Gordon | - Helene (sem usar) - Isaac (sem usar) - Joyce (sem usar) - Keith (sem usar) - Leslie (sem usar) - Michael (sem usar) - Nadine (sem usar) | - Oscar (sem usar) - Patty (sem usar) - Rafael (sem usar) - Sandy (sem usar) - Tony (sem usar) - Valerie (sem usar) - William (sem usar) |

Devido à relativa falta de impactos, nenhum nome foi retirado da lista, que foi usada integralmente na temporada de 2000. É incerto o motivo pelo qual o governo do Haiti não pediu a retirada do nome Gordon da lista junto à Organização Meteorológica Mundial (OMM) após esse furacão ter causado mais de 1.000 fatalidades no país.